# Amphiprion leucokranos
Amphiprion leucokranos är en fiskart som beskrevs av Allen, 1973. Amphiprion leucokranos ingår i släktet Amphiprion och familjen Pomacentridae. Inga underarter finns listade i Catalogue of Life.